# Promotor (Genetik)
Als Promotor, auch Promoter (ursprünglich franz. promoteur, Anstifter, Initiator), wird in der Genetik eine Nukleotid-Sequenz auf der DNA bezeichnet, die die regulierte Expression eines Gens ermöglicht. Der Promotor ist ein essenzieller Bestandteil eines Gens. Er liegt stromaufwärts des Gens (am 5'-Ende des Nichtmatrizenstranges) und somit in Syntheserichtung vor dem RNA-codierenden Bereich. Die wichtigste Eigenschaft eines Promotors ist die spezifische Wechselwirkung mit bestimmten DNA-bindenden Proteinen, welche den Start der Transkription des Gens durch die RNA-Polymerase vermitteln und als Transkriptionsfaktoren bezeichnet werden.
Der Promotor ist Teil der „(Gen-)regulatorischen Bereiche“. Zu ihnen gehören ebenso vom Gen weiter entfernte Nukleotid-Sequenzen, die dessen Expression dennoch beeinflussen können. So haben Enhancer einen fördernden Einfluss auf die Expression, während Silencer diese vermindern. Im humanen Genom waren bis 2007 etwa 775 verschiedene Promotoren bekannt. Dank des ENCODE-Forschungsprojektes wurden 2015 bereits etwa 80.000 Promotoren, die 1,44 % des Genoms ausmachen, kartiert. Dazu kommen noch etwa 130.000 dyadische (zweiteilige) Elemente (0,99 % des Genoms), die in den 111 untersuchten Epigenomen entweder als Enhancer, Promotor, oder als Enhancer und Promotor charakterisiert wurden.
Bakterielle Promotoren haben eine relativ einheitliche Struktur, hier herrschen eher begrenzte Unterschiede in der genauen Nukleotid-Sequenz vor. Man spricht hier auch sequenzabhängig von starken beziehungsweise schwachen Promotoren. Die Stärke eines Promotors lässt sich dabei durch den Vergleich mit einer Konsensussequenz aus verschiedenen Promotoren vorhersagen.
Eukaryotische Promotoren zeichnen sich hingegen durch starke Unterschiede untereinander aus. Es gibt zwar auch dort einige weit verbreitete Elemente wie das Downstream Promoter Element, eine allgemeine eukaryotische promotor-spezifische Nukleotid-Sequenz ist jedoch nur schwer zu charakterisieren. Daher ist es auch nicht leicht, diese durch bioinformatische Methoden, beispielsweise in der Genvorhersage, zu erfassen. Deshalb werden Promotoren heute vornehmlich mit Hochdurchsatzmethoden kartiert. Dabei erlaubt die integrative Analyse von RNA-Seq-Daten, DNA-Zugänglichkeit für DNasen, Histonmodifikation und  DNA-Methylierung die Zell- oder Gewebe-spezifische Identifizierung von Promotoren in ganzen Genomen.

## Allgemeine Promotorelemente
Sequenzmotive, die häufig in den Promotoren eines Genoms vorkommen, werden als allgemeine Promotorelemente bezeichnet, im Gegensatz zu spezifischen Promotorelementen, welche nur für die Regulierung der Expression eines bestimmten Gens eine Bedeutung haben. Die allgemeinen Transkriptionsfaktoren binden jeweils spezifisch an die allgemeinen Promotorelemente. Diese sind entweder notwendig für die Initiation der DNA-Transkription, oder repräsentieren bestimmte grundlegende Genregulierungsmechanismen. 
Die TATA-Box der Archaeen und Eukaryoten beziehungsweise Pribnow-Box der Bakterien sind Beispiele für ein Promotorelement, das bei fast allen Organismen in ähnlicher Form auftritt.
Der Teil eines Promotors, der nur diejenigen allgemeinen Promotorelemente enthält, welche absolut notwendig für die Transkription sind, ist der Minimal- oder Core-Promoter.
Oft werden Promotorelemente durch ihren Abstand vom Transkriptionsstartpunkt bezeichnet, der hierbei die Bezeichnung +1 erhält, während weiter „stromaufwärts“ gelegene Bereiche ein negatives Vorzeichen erhalten, weiter „stromabwärts“ liegende Bereiche dagegen ihr positives Vorzeichen behalten und die Bezeichnung ±0 (Null) ausgespart bleibt.

### Bakterielle Promotoren
Die wichtigsten allgemeinen Transkriptionsfaktoren bei Bakterien sind die Sigma-Faktoren. Die Struktur eines Promotors ist daher vor allem davon abhängig, von welchem der Sigma-Faktoren er erkannt wird. Am besten untersucht sind die Verhältnisse bei dem Bakterien-Modellorganismus Escherichia coli. Die mit Abstand meisten Promotoren bei E. coli werden über den Faktor Sigma-70 erkannt.

#### Sigma-70-Promotor
Anhand von Konsensussequenzen lassen sich bei Genen, die mit Hilfe des Sigma-70-Faktors transkribiert wurden, folgende allgemeine Promotorelemente klassifizieren:
- das AT-basenpaarreiche UP-Element (für engl. upstream, stromaufwärts) oberhalb der −35-Region,
- die −35-Region, mit der Konsensussequenz: 5'-TTGACA-3',
- die −10-Region, auch Pribnow-Box, mit der Konsensussequenz: 5'-TATAAT-3'.

Inzwischen gibt es zudem Hinweise darauf, dass die Spacer-Sequenzen zwischen der -35- und -10-Region von Sigma-70-Faktoren erkannt werden und diese somit Einfluss auf die Promotoraktivität ausüben.
Außerdem gilt, dass starke Promotoren direkt vor dem Startpunkt der Transkription reich an AT-Basenpaaren sind. Dies erleichtert das für die Transkription notwendige Entwinden der Doppelhelix, da AT-Basenpaare weniger Wasserstoffbrücken als GC-Basenpaare ausbilden.
Die Konsensussequenzen geben nur einen ungefähren Anhaltspunkt für den Aufbau eines Promotors. Ein bestimmter Sigma-70-abhängiger Promotor kann an mehreren Stellen von diesen Sequenzen abweichen.
Während die −35-Region und Pribnow-Box hauptsächlich durch den Sigma-Faktor erkannt werden, kann das UP-Element direkt mit der α-Untereinheit der bakteriellen RNA-Polymerase interagieren.

### Promotoren bei Archaeen
Archaeen besitzen wie Bakterien nur eine RNA-Polymerase, die jedoch homolog zur eukaryotischen RNA-Polymerase II ist. Daher ähneln auch die Promotorsequenzen von Archaea denjenigen eukaryotischer RNA-Polymerase-II-Promotoren. Der Promotoraufbau selbst ist jedoch bei Archaeen vergleichsweise weniger komplex.

### Eukaryotische Promotoren
Siehe den Hauptartikel Eukaryotischer Promotor.
Eukaryoten haben vier RNA-Polymerasen, nämlich RNA-Polymerase I, II, III und IV. RNA-Polymerase I generiert rRNA (ribosomale RNA), RNA-Polymerase II generiert mRNA und snRNA (small nuclear RNA), RNA-Polymerase III generiert tRNA, snRNA sowie 5S-rRNA und RNA-Polymerase IV generiert siRNA (small interfering RNA). Jede RNA-Polymerase interagiert dabei wiederum mit jeweils verschiedenen Transkriptionsfaktoren: Sie erkennt die für die jeweilige Polymerase spezifischen Transkriptionsfaktor-Bindungsstellen, den Promotorbereich selbst und die URS (upstream regulatory sequences). Weiterhin ist die Zahl der allgemeinen Transkriptionsfaktoren bei Eukaryoten deutlich größer als bei Bakterien. Am Promotor können sich demnach eigene Initiationskomplexe bilden, die die Transkription positiv oder negativ beeinflussen können. Dies ist der Grund für die Vielfalt der Promotorsequenzen, die von einer bestimmten RNA-Polymerase im Zusammenspiel mit den jeweiligen Transkriptionsfaktoren erkannt werden können.